# Amoklauf von Kauhajoki

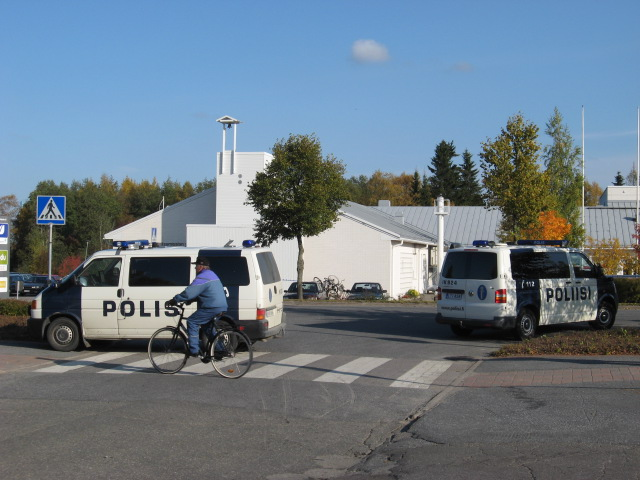
Die Berufsschule in Kauhajoki wenige Stunden nach dem Amoklauf, abgesperrt durch Polizeifahrzeuge

Beim Amoklauf von Kauhajoki tötete am 23. September 2008 der 22-jährige Berufsschüler Matti Juhani Saari in der westfinnischen Kleinstadt Kauhajoki zehn Menschen. Anschließend erschoss er sich selbst.

## Tathergang
Am 23. September 2008 betrat der 22-jährige Täter gegen 11:00 Uhr vormittags mit einer Pistole Walther P22 die Palvelualojen-Oppilaitos-Berufsschule für Fremdenverkehrs-, Restaurant- und Haushaltsgewerbe. Zum Tatzeitpunkt waren etwa 150 der insgesamt rund 200 Schüler der Schule anwesend. Der Amokläufer tötete gezielt ihm bekannte Klassenkameraden oder Schüler seines Jahrgangs. Einige Opfer starben durch Rauchgasvergiftung, weil der Täter auch Feuer gelegt hatte. Insgesamt starben acht Schülerinnen, ein Schüler und ein Lehrer. Danach fügte der Täter sich selbst schwere Verletzungen zu, denen er einige Stunden später im Krankenhaus erlag.

## Hintergründe
Der Amokläufer hatte Profile bei YouTube und MySpace unter dem Namen Wumpscut86, der sich vom Electro-Industrial-Musikprojekt Wumpscut und seinem Geburtsjahr ableitet. Die Profile wurden kurz nach Bekanntwerden gesperrt. Saari hatte sich dort mit Waffen präsentiert und als Hobbys unter anderem „Computer, Waffen, Sex und Bier“ angegeben.
Nach Angaben der Polizei, die Aufzeichnungen in der Wohnung Saaris fand, hatte dieser seine Tat schon seit sechs Jahren geplant. Als Motiv für seine Tat gab der Amokläufer „Hass auf die menschliche Rasse“ an. Frühere Mitschüler beschrieben ihn als Außenseiter, der häufigem Mobbing in der Schule ausgesetzt war.
Nach dem Amoklauf von Jokela am 7. November 2007 hatte die finnische Regierung versucht, die Kontrolle über den privaten Waffenbesitz zu verschärfen, der Amokläufer von Kauhajoki hatte jedoch schon seit August 2008 einen Waffenschein. Am 29. September 2008 wurde die Regelung für die Erteilung einer Erlaubnis, eine Handfeuerwaffe zu besitzen, in Finnland letztendlich verschärft.